# Wikipedia in basco
La Wikipedia in basco (in basco Euskarazko Wikipedia o Euskal Wikipedia), spesso abbreviata in eu.wikipedia o eu.wiki, è l'edizione in lingua basca dell'enciclopedia online Wikipedia. Questa edizione ebbe inizio ufficialmente il 6 dicembre 2001.

## Statistiche
La Wikipedia in basco ha 461 750 voci, 998 099 pagine, 173 127 utenti registrati di cui 665 attivi, 12 amministratori e una "profondità" (depth) di 269 (al 1 maggio 2025).
È la 32ª Wikipedia per numero di voci ma, come "profondità", è la 60ª fra quelle con più di 100 000 voci (al 1º maggio 2025).

## Cronologia
- aprile 2004 — supera le 1000 voci
- 28 maggio 2006 — supera le 10 000 voci
- 30 dicembre 2009 — supera le 50 000 voci ed è la 45ª Wikipedia per numero di voci
- 21 maggio 2011 — supera le 100 000 voci ed è la 37ª Wikipedia per numero di voci
- 27 marzo 2013 — supera le 150 000 voci ed è la 35ª Wikipedia per numero di voci
- 19 agosto 2014 — supera le 200 000 voci ed è la 34ª Wikipedia per numero di voci
- 17 luglio 2018 — supera le 300 000 voci ed è la 31ª Wikipedia per numero di voci
- 18 ottobre 2022 — supera le 400 000 voci ed è la 34ª Wikipedia per numero di voci